# Reinhard Scholzen
Reinhard Scholzen (Essen, 1959) è uno storico e giornalista tedesco.

## Biografia
Reinhard Scholzen studia storia e scienze politiche e nel 1992 si laurea alla Universität Trier con un lavoro su Franz von Sickingen (pubblicato nel 1996). Scholzen si diploma in relazioni pubbliche PR, ha un praticantato presso il Bundesgrenzschutz (BGS). Durante questa esperienza concepisce il lavoro poi pubblicato sull'unità speciale della polizia GSG 9. Come giornalista infatti pubblica articoli sul GSG 9 e poi nel 1997 il libro relativo alla forza speciale. Nel 2000 segue un libro sulla „SEK – Spezialeinsatzkommandos der deutschen Polizei“.

## Pubblicazioni (parziale)
- Franz von Sickingen: ein adeliges Leben im Spannungsfeld zwischen Städten und Territorien. Institut für Pfälzische Geschichte und Volkskunde, Kaiserslautern 1996, ISBN 3-927754-17-X.
- zusammen mit Kerstin Froese: GSG 9: Innenansichten eines Spezialverbandes des Bundesgrenzschutzes. Motorbuch, Stuttgart 1997, ISBN 3-613-01793-8.
- SEK: Spezialeinsatzkommandos der deutschen Polizei. Motorbuch, Stuttgart 2000, ISBN 3-613-02016-5.
- Personenschutz: Geschichte, Ausbildung, Ausrüstung. Motorbuch, Stuttgart 2001, ISBN 3-613-02185-4.
- KSK: das Kommando Spezialkräfte der Bundeswehr. Motorbuch, Stuttgart 2004, ISBN 3-613-02384-9.
- Der BGS. Geschichte der Bundespolizei. Motorbuch, Stuttgart 2006, ISBN 3-613-02677-5.
- Division Spezielle Operationen: einsatzbereit, jederzeit, weltweit. Motorbuch, Stuttgart 2009, ISBN 978-3-613-03017-6.
- Feldjäger: Deutschlands Militärpolizei heute. Motorbuch, Stuttgart 2010, ISBN 978-3-613-03152-4.
- Die Infanterie der Bundeswehr. Motorbuch, Stuttgart 2011, ISBN 978-3-613-03293-4.
- Heeresaufklärung. Motorbuch, Stuttgart 2012, ISBN 978-3-613-03408-2.
- KSK. Bilder einer Elitetruppe. Motorbuch, Stuttgart 2013, ISBN 978-3-613-03547-8.